# Skoghs Tivoli
Skoghs Tivoli är ett svenskt tivoli, grundat 1948 av Åke Skogh. Skoghs Tivoli var ett av Nordens största mobila nöjesfält fram till 2003. Företagets grundare hade några år innan köpt Cirkus Wictoria. Åkes son Håkan övertog då tivoliföretaget men sålde 90 procent av allt material till konkurrenterna Axels Tivoli. Håkan driver sedan 2005 det ambulerande tivolit Tivolituur i Estland.
Åke Skogh avled hösten 2009, och Håkan Skogh avled våren 2011.